# Пам'ятник Небесній сотні (Буда)
«Пам'ятник Небесній сотні у Буді» — перший у світі пам'ятний знак учасникам Євромайдану в місті Києві в Україні, що загинули в січні-лютому 2014 року у боротьбі проти режиму Януковича за Волю України. Встановлений 10 квітня 2014 року у селищі Буда Чигиринського району Черкаської області (Холодний Яр), біля Дуба Максима Залізняка на території Музейно-етнографічного комплексу «Дикий Хутір», біля Храму святого праведного Петра Багатостраждального.
Автором ідеї та організатором створення і встановлення монументу за власні кошти були Олег Островський та Володимир Кравець при підтримці ЧГО «Вільне Козацтво Холодного Яру». Він являє собою хрест із каменю, привезеного з Вінницької області і повторює обриси старовинних козацьких хрестів. Скульптори Микола Теліженко та Юрій Олійник використали у основі композиції тризуб, у якому центральний зубець стилізований під меч. Сам хрест прошитий пострілами, у трьох отворах в камені — справжні гільзи, знайдені на Майдані Незалежності у Києві після того, як були розстріляні демонстранти. Вівтар біля хреста викладений закіптюженою вогнем та димом плиткою з київської вулиці Грушевського.
На фасадній частині композиції — написи «Славним синам України, Небесній Сотні. Героям слава!», на звороті — зображення калини та висічені слова Тараса Шевченка: «Борітеся — поборете, вам Бог помагає!»
Скульптори працювали над створенням композиції близько місяця. Висота пам'ятника 2 метри, вага — близько 1,5 тонни.
Офіційне відкриття пам'ятника відбулося 13 квітня 2014 року, у День вшанування усіх борців за Волю України в Холодному Яру, де було присутньо більше 5 000 гостей. На мітингу, при відкритті пам'ятного знаку виступили організатори Роман Коваль та Олег Островський, та запрошені до слова Юрій Ткаченко, Олег Тягнибок, Василь Куйбіда, Юрій Сиротюк та інші.